# Cynosphenodon
Cynosphenodon ("esfenodonte perro") es un género extinto de reptil perteneciente a la familia Sphenodontidae que fue hallado en estratos del Jurásico Medio de la Formación La Boca en el cañón del Huizachal, Tamaulipas, México. Los patrones de crecimiento de los dientes de Cynosphenodon sugieren que estaba muy cercanamente relacionado con la actual tuátara.